# Guennadi Tsypkalov
Guennadi Nikolaïevitch Tsypkalov (en russe : Геннадий Николаевич Цыпкалов), né le 21 juin 1973 à Malchevsko-Polnenskaïa (ru) (URSS) et mort le 24 septembre 2016 à Louhansk (RP de Lougansk) est un militaire et homme d'État de la république populaire de Lougansk (RPL) dont il est le président du Conseil des ministres (ru) de 2014 à 2015.
Le 26 décembre 2015, il présente sa démission du poste de Premier ministre de la RPL, cédant ce poste à Sergueï Kozlov.
Après sa démission, il travaille comme conseiller président de la RPL pour le complexe militaro-industriel.

## Décès et funérailles
Tsypkalov est détenu dans le cadre d'une tentative de coup d'État en septembre 2016. Le 23 septembre 2016, il est retrouvé pendu dans sa cellule, selon l'ancien chef parlementaire de la RPL Alexeï Kariakine il aurait été étranglé avec une mise en scène ultérieure du suicide.
Il a été enterré le 30 septembre 2016 dans le cimetière du Nord à Rostov-sur-le-Don.